# Дарнен (тауншип, Миннесота)
Дарнен (англ. Darnen) — тауншип в округе Стивенс, Миннесота, США. На 2000 год его население составило 325 человек.

## География
По данным Бюро переписи населения США площадь тауншипа составляет 85,9 км², из которых 85,1 км² занимает суша, а 0,9 км² — вода (0,99 %).

## Демография
По данным переписи населения 2000 года здесь находились 325 человек, 105 домохозяйств и 91 семья.  Плотность населения —  3,8 чел./км².  На территории тауншипа расположено 106 построек со средней плотностью 1,2 построек на один квадратный километр.  Расовый состав населения: 100,00 % белых.
Из 105 домохозяйств в 38,1 % воспитывались дети до 18 лет, в 81,9 % проживали супружеские пары, в 1,0 % проживали незамужние женщины и в 13,3 % домохозяйств проживали немесейные люди. 9,5 % домохозяйств состояли из одного человека, при том 3,8 % из — одиноких пожилых людей старше 65 лет.  Средний размер домохозяйства — 3,10, а семьи — 3,32 человека.
26,2 % населения — младше 18 лет, 9,2 % — в возрасте от 18 до 24 лет, 25,8 % — от 25 до 44, 24,9 % — от 45 до 64, и 13,8 % — старше 65 лет.  Средний возраст — 38 лет. На каждые 100 женщин приходилось 108,3 мужчин.  На каждые 100 женщин старше 18 приходилось 106,9 мужчин.
Средний годовой доход домохозяйства составлял 51 875 долларов, а средний годовой доход семьи —  56 250 долларов. Средний доход мужчин —  29 063  доллара, в то время как у женщин — 24 464. Доход на душу населения составил 22 645 долларов.  За чертой бедности находились 2,2 % семей и 3,3 % всего населения тауншипа.